# Ariyappampalayam
Ariyappampalayam è una suddivisione dell'India, classificata come town panchayat, di 12.274 abitanti, situata nel distretto di Erode, nello stato federato del Tamil Nadu. In base al numero di abitanti la città rientra nella classe IV (da 10.000 a 19.999 persone).

## Geografia fisica
La città è situata a 11° 24' 52 N e 77° 04' 42 E.

## Società

### Evoluzione demografica
Al censimento del 2001 la popolazione di Ariyappampalayam assommava a 12.274 persone, delle quali 6.137 maschi e 6.137 femmine. I bambini di età inferiore o uguale ai sei anni assommavano a 1.340, dei quali 598 maschi e 742 femmine. Infine, coloro che erano in grado di saper almeno leggere e scrivere erano 6.681, dei quali 3.917 maschi e 2.764 femmine.